# Cruz de Piedra
Cruz de Piedra és un poblat de l'Uruguai, ubicat al nord-est del departament de Cerro Largo. Té una població aproximada de 100 habitants, segons les dades del cens del 2004.
Es troba a 131 metres sobre el nivell del mar.